# Liste de référendums sur un drapeau
Cet article liste les référendums portant sur l'adoption d'un nouveau drapeau par un État souverain ou un territoire.

## Liste
| État ou territoire               | Date              | Ancien drapeau | Nouveau drapeau | Résultat          |
| -------------------------------- | ----------------- | -------------- | --------------- | ----------------- |
| Biélorussie Article              | 14 mai 1995       |                |                 | Accepté (78,60 %) |
| Mississippi (États-Unis) Article | 17 avril 2001     |                |                 | Refusé (64,39 %)  |
| Géorgie (États-Unis) Article     | 2 mars 2004       |                |                 | Refusé (73,14 %)  |
| Nouvelle-Zélande Article         | 3 au 24 mars 2016 |                |                 | Refusé (56,73 %)  |
| Mauritanie Article               | 5 août 2017       |                |                 | Accepté (85,61 %) |
| Mississippi (États-Unis) Article | 3 novembre 2020   |                |                 | Accepté (72,98 %) |
| Maine (États-Unis) Article       | 5 novembre 2024   |                |                 | Refusé (55,42 %)  |